# Ulrich Bausch

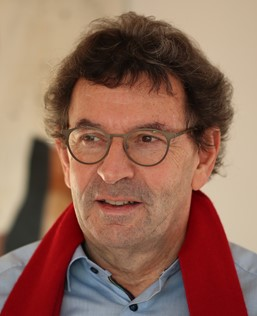
Ulrich Bausch (2020)

Ulrich M. Bausch (* 15. Oktober 1959 in Bönnigheim) ist ein deutscher Sozialwissenschaftler. Bausch ist Geschäftsführer der Volkshochschule Reutlingen.

## Werdegang
Von 1979 bis 1981 war Bausch Sozialarbeiter in Los Angeles und betreute Drogenabhängige, die er auch vor Gericht als Gutachter vertrat.
Nach seinem Studium der Politikwissenschaften, Empirischen Kulturwissenschaft und Rechtswissenschaften arbeitete er von 1986 bis 1990 als Filmemacher für den Süddeutschen Rundfunk (SDR). Vor allem drehte er regionalgeschichtliche Features und Porträts über Philosophen. Seine Arbeiten über Schopenhauer und Nietzsche wurden bundesweit ausgestrahlt.
1991 promovierte er bei Hermann Bausinger und Hans-Georg Wehling mit der Doktorarbeit „Die Kulturpolitik der US-amerikanischen Information Control Division in Württemberg-Baden von 1945 bis 1949. Zwischen militärischem Funktionalismus und schwäbischem Obrigkeitsdenken“, verlegt bei Klett-Cotta. In der Folge war Bausch verschiedentlich für das amerikanische Militär als Dozent tätig.
1998 übernahm er die Geschäftsführung der Volkshochschule Reutlingen und erweiterte deren Geschäftsfeld. Mit rund 100.000 Unterrichtseinheiten pro Jahr ist sie heute eine der größten Volkshochschulen Deutschlands.
Um die Erwachsenenbildung jenseits des klassischen VHS-Publikums voranzubringen, entwickelte er gemeinsam mit der VHS Reutlingen ein Sub-Marken-Konzept. In der Folge gründete Bausch das Business & Management Institut Reutlingen, die Reutlinger Gesundheitsakademie und die Design+Kunst Akademie Reutlingen.
Als Geschäftsführer des Vereins für Volksbildung leitet er die Musikschule Reutlingen, die Sternwarte Reutlingen und das Reutlinger Abendgymnasium.
2005 gründete Bausch gemeinsam mit dem Reporter Philipp Maußhardt und der Agentur Zeitenspiegel die Reportageschule Reutlingen.
Gemeinsam mit der Reportageschule und der Fotoagentur Magnum kuratierte Bausch mehrere Ausstellungen. „Wunden der Welt“ thematisierte 2012 die Krisen- und Kriegsfotografie der Agentur Magnum. 2015 folgten Buch und Ausstellung zum Thema „Odyssee Europa“, die Flüchtlingsbewegungen in Europa seit 1945 nachspürte. Die Ausstellung wurde in zahlreichen deutschen Städten sowie in Zürich und Paris gezeigt.
Bei der Bundestagswahl 2021 trat Bausch als Direktkandidat der SPD im Bundestagswahlkreis Reutlingen an.
Kontrovers werden sein Verhalten und seine einleitenden Worte anlässlich eines Vortrages von Gabriele Krone-Schmalz am 14. Oktober 2022 bei der VHS Reutlingen diskutiert. Osteuropa-Experte Klaus Gestwa äußerte in einem Interview Kritik an diesem Vortrag, anschließend wurde ihm von Seiten Bauschs mit juristischen Schritten gedroht.

## Ehrenämter
Bausch ist Mitgründer der Kinogenossenschaft Kamino und ist Aufsichtsratsvorsitzender des Programmkinos.
Seit 1999 ist er Vorsitzender des Netzwerkes für berufliche Fortbildung Reutlingen/Tübingen und Sprecher der baden-württembergischen Netzwerke im Ministerium für Wirtschaft und Finanzen.
Ebenfalls seit 1999 ist er Stiftungsvorstand der Dr. Rainer Märklin Stiftung, die Kinder fördert, die ein Musikinstrument lernen oder Malkurse besuchen wollen.
Seit 2014 ist er Vorsitzender des Beirats für Gesellschaft, Politik, Soziales der Evangelischen Akademie Bad Boll.

## Schriften
- Die Kulturpolitik der US-amerikanischen Information Control Division in Württemberg-Baden von 1945 bis 1949. Zwischen militärischem Funktionalismus und schwäbischem Obrigkeitsdenken. Klett-Cotta, Stuttgart 1992, ISBN 3-608-91369-6 (Veröffentlichungen des Archivs der Stadt Stuttgart, Band 55; zugleich Dissertation, Tübingen 1991).[1]
- Schöngerechnet. Die Freude ist groß: In Deutschland sinkt die Zahl der Erwerbslosen. Doch auch die Statistik hat daran ihren Anteil. In: Publik Forum Nr. 23 2010[12]
- Soziale Spaltung und Rechtspopulismus. Die Welt im Umbruch. Vortrag bei der Gilde Soziale Arbeit
- Entmachtung und Selbstentmachtung der „Vierten Gewalt“ - Warum guter Journalismus in Gefahr ist und warum wir ihn brauchen. In: Gilde Soziale Arbeit. Rundbrief 2013/2 ISSN 0942-6779
- Beitrag in Reinhold Weber: Baden-Württembergische Erinnerungsorte, Kohlhammer Verlag Stuttgart, 2012[13]